# Dom podoficerski Funduszu Kwaterunku Wojskowego w Gdyni
Dom podoficerski Funduszu Kwaterunku Wojskowego w Gdyni – zabytkowy budynek w Gdyni. Mieści się w dzielnicy Grabówek przy ul. Morskiej 67.
Obiekt powstał w 1928 roku według projektu prof. Mariana Lalewicza jako dom Funduszu Kwaterunku Wojskowego. W 2006 roku budynek został wpisany do rejestru zabytków. Współcześnie pełni funkcję wielorodzinnego domu mieszkalnego.
Obok budynku znajduje się również zabytkowy mur z 1928 roku, również wpisany do wojewódzkiej ewidencji.